# Ingenting har hänt
Ingenting har hänt är ett musikalbum från 2009 av Stefan Sundström. Det spelades in på Färingsö utanför Stockholm. Skivan är utgiven av National och producerad av Sebastian Aronsson. Enligt Stefan Sundström själv, och pressreleasen, kom skivan till under en tid av konvalescens. Han cyklade omkull på väg till en fest anordnad av Miss Li och drabbades av en mindre minnesförlust. Under återhämtningen skrev han 38 låtar. Han delade upp dom i två högar, en glad och en ledsen. Låtarna till den här skivan togs ur den ledsna högen. År 2010 släpptes skivan 5 dagar i augusti med låtar från den glada högen.

## Låtlista
| Nr   | Titel              | Längd |  |
| ---- | ------------------ | ----- |  |
| 1 .  | Glöm Din Dröm      | 5:51  |  |
| 2 .  | Ingenting Har Hänt | 3:54  |  |
| 3 .  | Skogsnäs           | 5:21  |  |
| 4 .  | Alla Ska I Jorden  | 5:17  |  |
| 5 .  | Svängom            | 2:05  |  |
| 6 .  | Nidelven           | 4:54  |  |
| 7 .  | Blonde             | 4:20  |  |
| 8 .  | Bort I Tok         | 2:00  |  |
| 9 .  | VaVaDeJaSa         | 3:43  |  |
| 10 . | En Timme Till      | 4:57  |  |

All text och musik av Stefan Sundström, utom Alla ska i jorden (musik: Sebastian Aronsson och Stefan Sundström),  Nidelven (text: Evald Helmer och musik: Hoddö-Christiensen) samt En timme till (text och musik: Charlie Engstrand).

## Medverkande musiker
- Stefan Sundström - sång, akustisk gitarr, kör
- Sebastian Aronsson - synthar, programmeringar, gitarr, elbas
- Nicke Andersson - piano, kör
- Bo Nordenfeldt - kontrabas
- Amanda Fritzén - dragspel
- Rickard Krantz - pedal steel
- Christian Gabel - trummor
- Tina Ahlin - munspel
- Martin Hederos - piano
- Karin Renberg - kör
- Ola Hellqvist - gitarr
- Stefan Björk - elbas